# Hublot

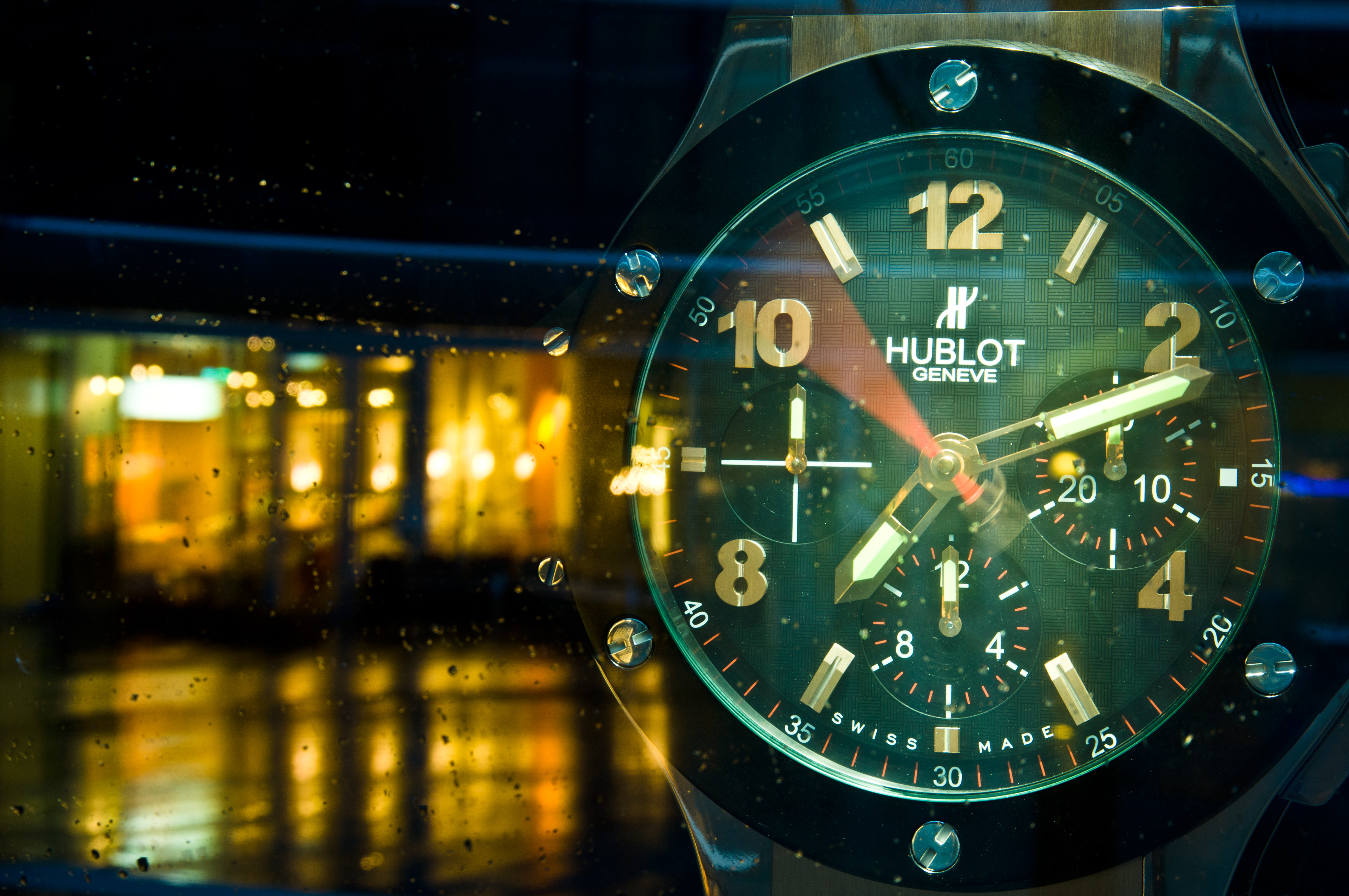
Reloj publicitario Hublot gran tamaño en la boutique de la marca en Varsovia

Hublot es una casa de alta relojería, fundada en Suiza en 1980 por Carlo Crocco. La empresa, que se distingue por el uso de materiales de tecnología punta en muchos de sus modelos, fue adquirida en 2008 por la compañía líder mundial de productos de lujo, el grupo francés LVMH.

## Historia

### Nacimiento de la marca en 1980
Carlo Crocco, fundador de la marca, creció en una familia italiana de relojeros. En 1967 diseñó su primer reloj, y en 1980 creó la empresa MDM Genève (acrónimo de Marie-Danielle Montres, luego Montre Des Montres), así como su marca de relojes Hublot.
En aquel momento, fue la primera marca de relojes de lujo en combinar oro con caucho natural. En 2004, Carlo Crocco confió la dirección de la empresa a Jean-Claude Biver, antiguo jefe de la marca de relojes Blancpain, para concentrarse en las actividades de la Fundación de la compañía MDM.

### Nuevo liderazgo

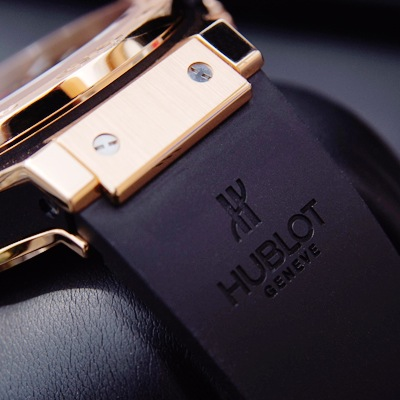
Detalle de un brazalete de caucho

Jean-Claude Biver, nombrado director general y miembro del consejo de administración en 2004, poseía por entonces el 20% de la empresa.
En 2007, la marca experimentó con materiales entonces poco utilizados en relojería: fibra de carbono, circonio, tantalio, tungsteno, magnesio, cermet, Hublonium (aleación de aluminio y magnesio), cerámica, titanio, King Gold (un oro exclusivo de Hublot con un 5% de platino), platino, caucho o nomex.
En 2007, Hublot abrió su primera boutique en París, en la calle de Saint-Honoré.

### Integración en el grupo LVMH
En abril de 2008, el grupo de lujo LVMH compró Hublot por un importe estimado de 250 millones de euros, mientras que la joyería crecía: sus ventas se cuadriplicaron entre 2005 y 2007, y sus beneficios representaban el 20 % del volumen de sus negocios.
Hublot dejó sus oficinas en la Route de Divonne en 2009 para inaugurar su sede en Nyon en el nuevo centro de producción, en presencia de Bernard Arnault, director general de LVMH. Estaba previsto que la nueva fábrica, con 6000 m² construidos, pudiese alojar a 300 empleados a medio plazo.
En 2011, la empresa reprodujo el mecanismo de Anticitera (una sorprendente pieza mecánica rescatada de un pecio de la Grecia clásica),  miniaturizándolo para participar en un proyecto arqueológico. El equipo de investigación y desarrollo de la fábrica estaba desarrollando un robot submarino llamado Bubblot, capaz de alcanzar una profundidad de 300 m, y equipado con un detector de metales y un sistema de aspiración para rescatar piezas arqueológicas del fondo marino.
Al año siguiente, en 2012, Hublot se asoció con la Confederación Suiza en la Exposición Universal de 2012 de Corea del Sur, donde presentó su nuevo reloj de buceo, el Hublot Oceanographic 4000 King Gold White, que ha sido probado hasta una profundidad de 5000 m, y está certificado hasta los 4000 m.

### Liderazgo de Ricardo Guadalupe
Ricardo Guadalupe, que llegó a Hublot en 2005 y entonces era Director de Operaciones, fue nombrado director general en 2012. Dos años después, Jean-Claude Biver fue nombrado presidente de la división de Relojes del grupo LVMH.
La fábrica inauguró un segundo edificio en el año 2015, con lo que duplicó su área de producción. El coste de la construcción fue de 20 millones de francos suizos.

## Modelos notables
- El Hublot Big Bang Sang Bleu II, disponible en titanio o en oro rel.[10]
- El Hublot Big Bang Meca-10, disponible en titanio, oro mágico u oro real.[11]
- El Hublot Big Bang Unico GMT, disponible en titanio o fibra de carbono.[12]

## Patrocinio deportivo

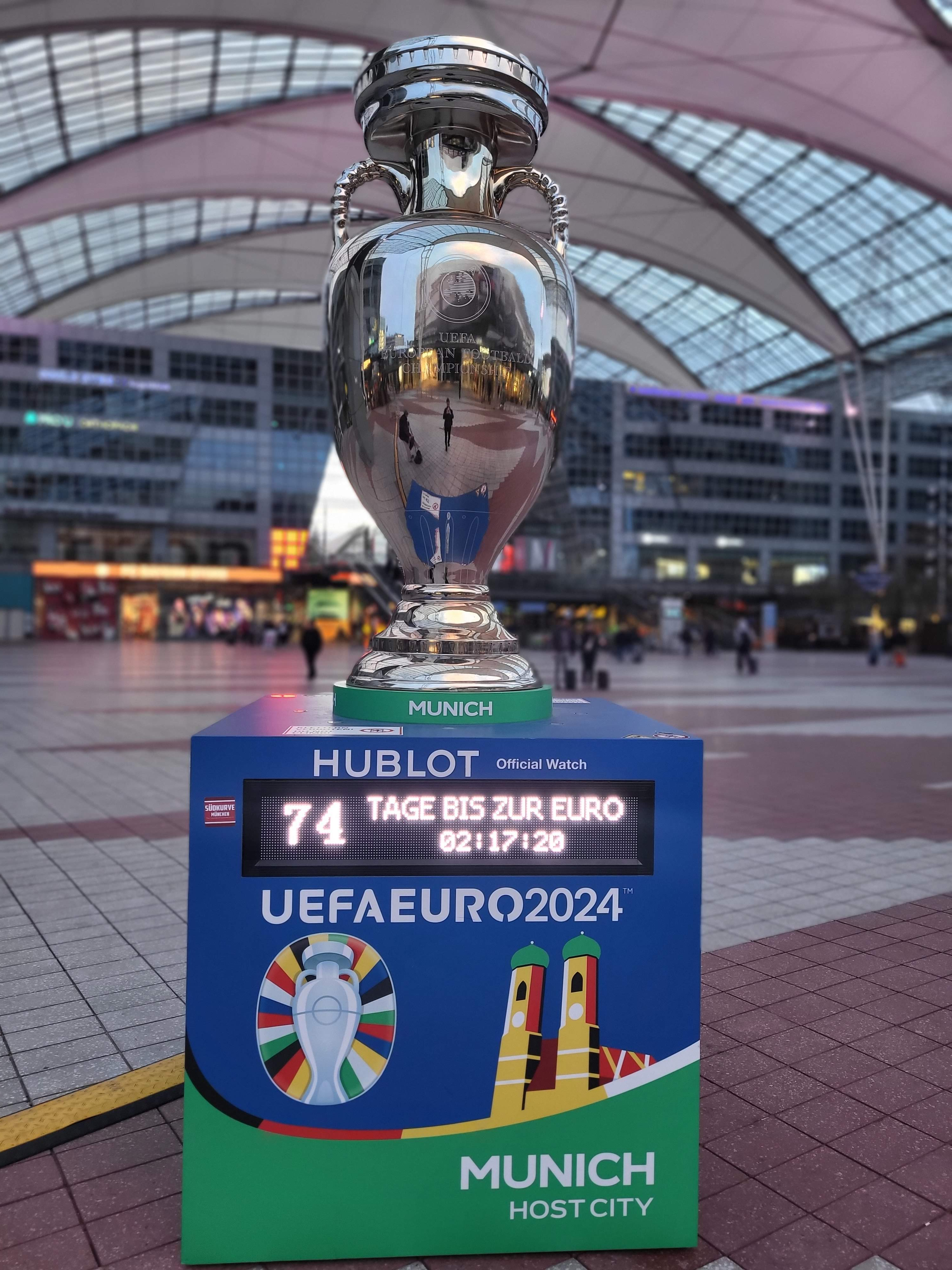
Cuenta atrás en un reloj Hublot para la Eurocopa 2024 (Aeropuerto Internacional de Múnich-Franz Josef Strauss)

### Fútbol
Hublot ha sido el cronometrador oficial del torneo de fútbol más importante del mundo desde la Copa Mundial de Fútbol de 2010. En 2018, los árbitros estuvieron equipados con relojes inteligentes Hublot. El tablero del cuarto árbitro, que muestra el tiempo de descuento y el número de los jugadores implicados cuando se realiza una sustitución, lleva el logotipo de la empresa Hublot en la Copa del Mundo, y se inspiró en el diseño de los relojes Hublot. La marca es también el cronometrador oficial de la Eurocopa, así como de los torneos femeninos correspondientes (Copa Mundial de Fútbol Femenino y Campeonato de Europa).

### Automovilismo
En marzo de 2010, Hublot fue designado suministrador oficial de relojes para la Fórmula 1. Hublot ha lanzado una serie de relojes con temática de Fórmula 1, incluido el  (enlace roto disponible en este archivo)., para celebrar el regreso del Gran Premio de Estados Unidos a Austin (Texas), en noviembre de 2012.
Hublot y Ferrari anunciaron durante el Final del Mundial de Fórmula 1 de 2011 en Mugello una asociación estratégica a largo plazo, convirtiendo a Hublot en el "Reloj Oficial" y el "Cronometrador Oficial" de Ferrari. Hasta ahora, la asociación se ha basado en dos relojes: el Hublot Big Bang Ferrari Magic Gold y el Big Bang Ferrari Titanium. La colaboración con Ferrari continuó en las temporadas de Fórmula 1 de 2013, 2014 y 2015. Sin embargo, partir de 2021, la marca Hublot dejó de patrocinar a la Scuderia Ferrari, siendo reemplazada por la firma Richard Mille.

### Vela
En 2022, la empresa decidió patrocinar al regatista suizo Alan Roura, cuyo velero pasó a llamarse Hublot.

### Otros deportes

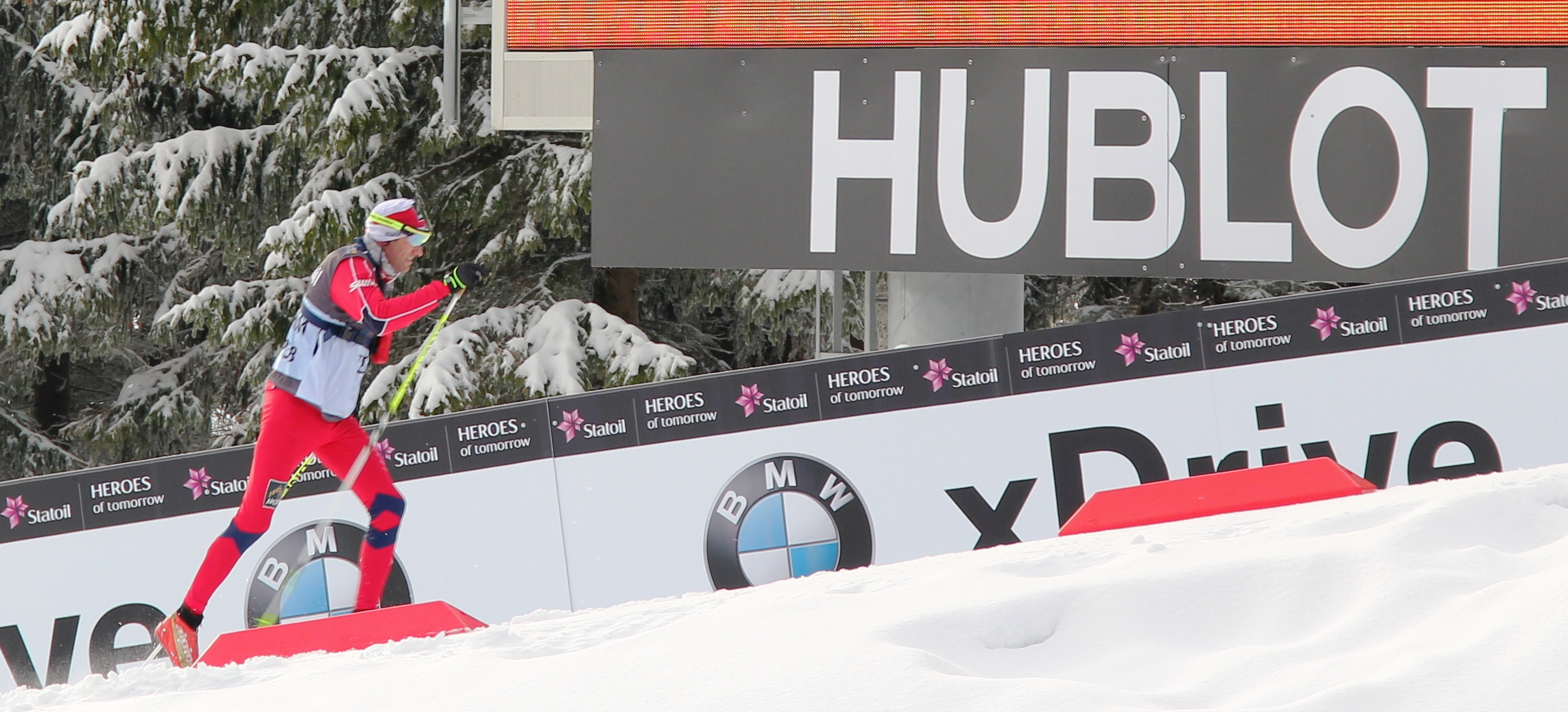
Hublot, cronometrador oficial del Campeonato Mundial de Esquí Nórdico de 2011 disputado en Oslo

La empresa ha mantenido acuerdos de patrocinio con la NBA y con los equipos de baloncesto Los Angeles Lakers y Miami Heat. También patrocinó el Campeonato Mundial de Esquí Nórdico de 2011 en Oslo. En 2015, fue el cronometrador oficial y uno de los principales patrocinadores del torneo inaugural de béisbol internacional WBSC Premier 12 celebrado en Taiwán y Japón, promocionando su asociación con el lema "Hublot ama el béisbol".

## Embajadores de la marca
En la ceremonia de apertura de su primera tienda en Pekín, Biver presentó a Jet Li como el embajador de la marca Hublot. Li se convirtió en el primer embajador asiático de la marca, así como la primera estrella de cine que trabaja como embajador de Hublot. Otros embajadores de la marca han sido la familia del piloto de Fórmula 1 Ayrton Senna; el atleta más rápido del mundo, Usain Bolt; el diseñador Samuel Ross; el futbolista francés 
Kylian Mbappé; el futbolista brasileño Pelé; el boxeador estadounidense Floyd Mayweather Jr.; el jugador de críquet indio Rohit Sharma y, anteriormente, el equipo de fútbol del Manchester United; y los golfistas Dustin Johnson, Justin Rose y Patrick Reed.
Hublot también ha desarrollado una red de Amigos de la Marca en los campos del fútbol y en los ámbitos de la gastronomía, de las artes y del deporte. Entre ellos se incluyen la ganadora del Balón de Oro 2018 Ada Hegerberg, los entrenadores de fútbol José Mourinho, Gareth Southgate y Didier Deschamps, los tenistas Simona Halep y Elina Svitólina, y los chefs Yannick Alléno y Paul Pairet. El exfutbolista Diego Maradona fue amigo de la marca Hublot hasta su muerte en 2020.
El presidente y director ejecutivo de la Fórmula Uno, Bernie Ecclestone, fue atacado por cuatro hombres que le robaron su reloj Hublot. Posteriormente, colaboró con la marca para utilizar su rostro magullado en una campaña publicitaria, con el lema "Mira lo que la gente haría por un Hublot".
En agosto de 2021, el tenista serbio Novak Djokovic se convirtió en embajador de la marca, y en 2022 se anunció que la estrella china del pop Lay Zhang sería el nuevo embajador de Hublot.